# Liste von Überwerfungsbauwerken zum Wechsel der Fahrordnung in Elsass und Lothringen

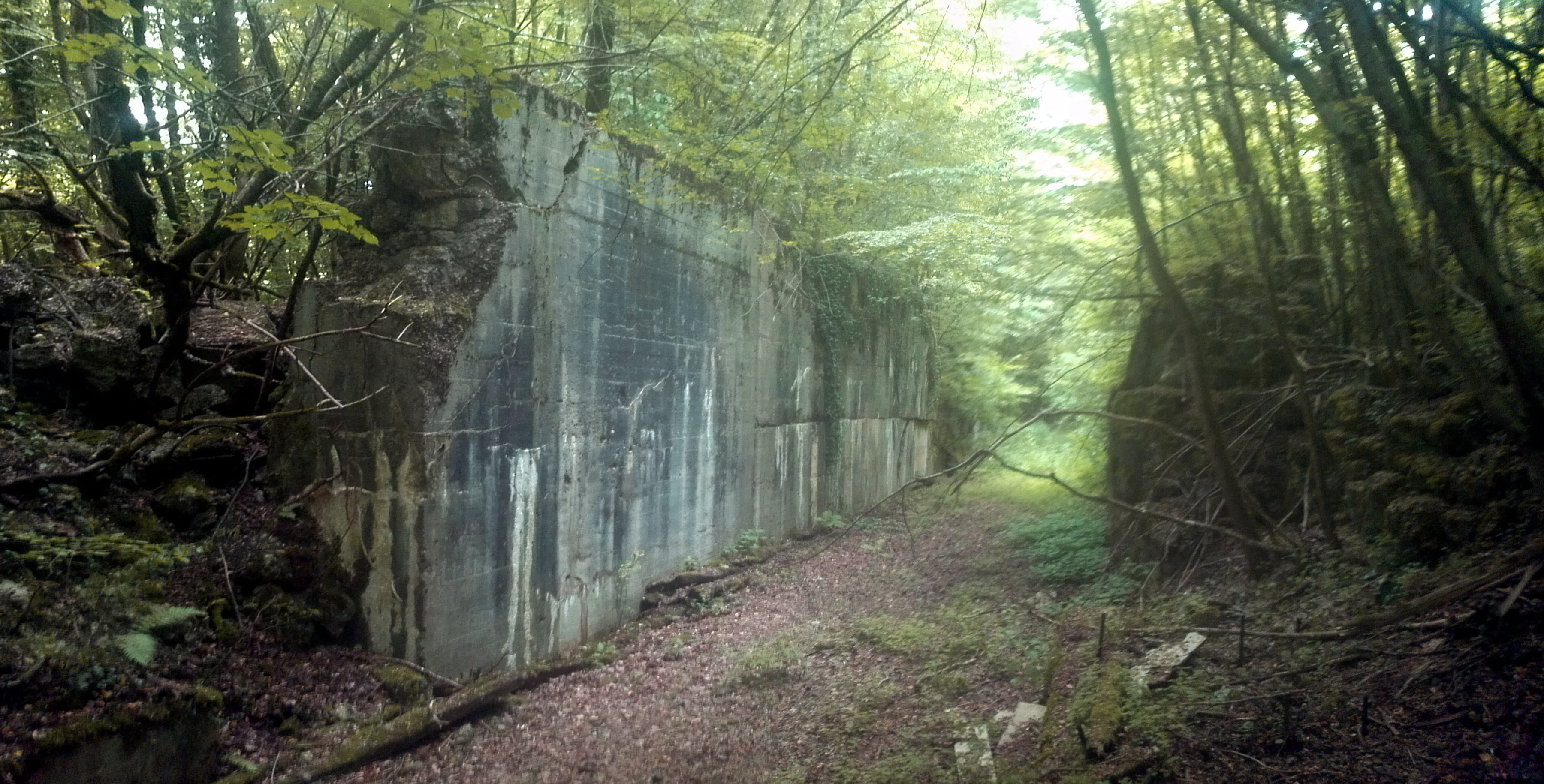
Das Überwerfungsbauwerk westlich von Bénestroff an der stillgelegten Bahnstrecke Champigneulles–Sarralbe

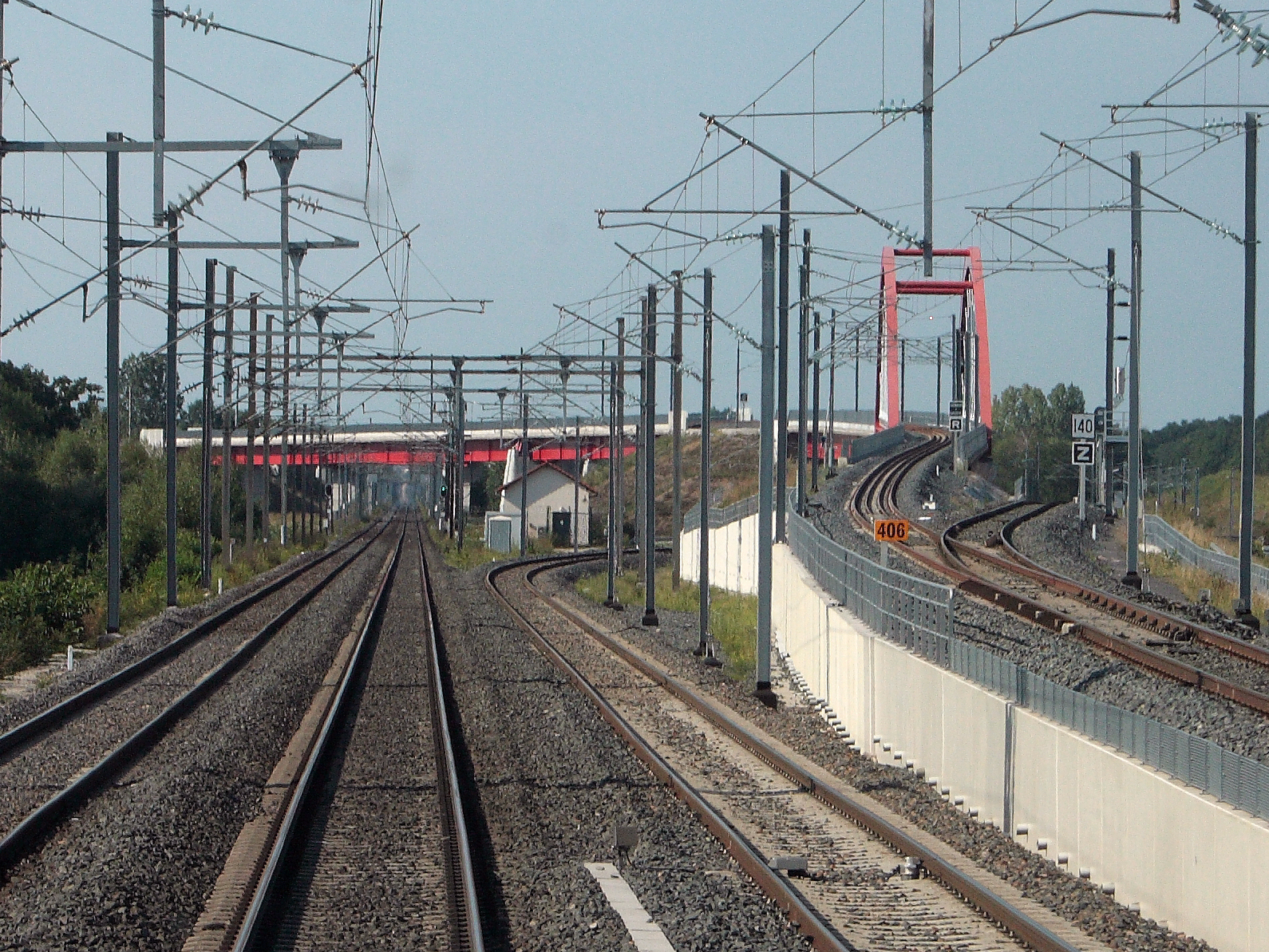
Überwerfungsbauwerk zum Wechsel der Fahrordnung (rote Bogenbrücke rechts) nördlich von Vendenheim beim Anschluss zur LGV Est européenne, geradeaus Bestandsstrecke nach Paris, ganz rechts nach Wissembourg

Die Liste von Überwerfungsbauwerken zum Wechsel der Fahrordnung in Elsass und Lothringen führt die Überwerfungsbauwerke an, die – überwiegend – in den 1920er Jahren auf den zweigleisigen Eisenbahnstrecken in Elsass und Lothringen errichtet wurden, um den kreuzungsfreien Gleiswechsel zwischen dem dortigen Rechtsbetrieb und dem im übrigen Frankreich üblichen Linksbetrieb zu ermöglichen.

## Geschichte
Zwischen 1871 und 1918 gehörten Elsass und Lothringen als Reichsland Elsaß-Lothringen zum Deutschen Reich und die dortige Eisenbahn wurde als Reichseisenbahn in Elsaß-Lothringen (EL) betrieben. Es war auch die Zeit, als viele ursprünglich eingleisige Bahnstrecken zweigleisig ausgebaut und neue zweigleisige Bahnstrecken gebaut wurden. Die EL richtete sich in ihren betrieblichen Regularien überwiegend an den Preußischen Staatseisenbahnen aus, so auch hinsichtlich des Rechtsbetriebes. Die einzige 1871 in Elsaß-Lothringen bestehende zweigleisige Strecke, die Bahnstrecke Paris–Straßburg, konnte unter den damals noch recht einfachen betrieblichen Bedingungen im nun deutschen Bereich ohne großen Aufwand auf Rechtsbetrieb umgestellt werden.
Die französischen Eisenbahnen wurden am Anfang stark von britischen Ingenieuren mitgestaltet und daher dort der Linksbetrieb eingeführt. Als das Reichsland Elsaß-Lothringen 1919 an Frankreich zurückfiel, wurde der Bestand der EL in die Administration des chemins de fer d’Alsace et de Lorraine (AL) überführt. Inzwischen war die Sicherungstechnik bei der Bahn fortgeschritten und ein Umbau der Stellwerke, Gleisverbindungen, Sicherungs- und Signalanlagen wäre sehr aufwändig und teuer geworden. Das Geld nach dem Krieg war aber knapp. So entschlossen sich die beteiligten Bahnen, der französische Staat und das französische Militär, den Rechtsbetrieb im Bereich der AL beizubehalten und an allen Schnittstellen zur angrenzenden Compagnie des chemins de fer de l’Est (EST) Überwerfungsbauwerke zu errichten. Dieser Betrieb wird in den meisten Fällen auch heute noch so durchgeführt.
Beim Bau der im Linksbetrieb befahrenen LGV Est européenne wurden beim Anschluss an die Bestandsstrecken in Elsass und Lothringen weitere Überwerfungsbauwerke zum Wechsel der Fahrordnung errichtet.

## Liste
Die Strecken sind von Nord nach Süd gelistet:
| Strecke                                                                          | Letzte Betriebsstelle mit Linksbetrieb | Strecken- kilometer | Letzte Betriebsstelle mit Rechtsbetrieb | Jahr der Inbetriebnahme | Anmerkung | Lage                              |
| -------------------------------------------------------------------------------- | -------------------------------------- | ------------------- | --------------------------------------- | ----------------------- | --- | --------------------------------- |
| Mohon–Thionville                                                                 | Audun-le-Roman                         | 257,4               | Fontoy                                  |                         | Der Bahnhof Fontoy ist heute außer Betrieb. | 49° 21′ 23,3″ N, 5° 56′ 27,9″ O   |
| Saint-Hilaire-au-Temple–Hagondange                                               | Rosselange                             | 338,3               | Rombas-Clouange                         | 1925?                   | Der Haltepunkt Rosselange ist heute außer Betrieb. | 49° 15′ 15,6″ N, 6° 5′ 8,3″ O     |
| Lérouville–Metz                                                                  | Ars-sur-Moselle                        | 347,2               | Metz-Ville                              | 1926                    | viergleisig, gleichzeitig Übergang zwischen Richtungs- und Linienbetrieb                                                                                                  | 49° 5′ 3,36″ N, 6° 6′ 11,26″ O    |
| Lérouville–Metz                                                                  | Ars-sur-Moselle                        | 348,6               | Metz-Ville                              | 1926                    | viergleisig, gleichzeitig Übergang zwischen Richtungs- und Linienbetrieb                                                                                                  | 49° 5′ 19,9″ N, 6° 7′ 10,4″ O     |
| Champigneulles–Sarralbe                                                          | Rodalbe                                | ca. 54              | Bénestroff                              | 1924                    | Die Strecke ist stillgelegt, das Überwerfungsbauwerk aber noch teilweise erhalten.                                                                                        | 48° 54′ 23″ N, 6° 43′ 32″ O       |
| Verbindungsstrecke zwischen LGV Est européenne und Bahnstrecke Réding–Metz-Ville | Abzweigstelle Baudrecourt              | 301,4               | Lesse                                   | 2007                    | Die Verbindung ermöglicht es, dass Züge zwischen Paris und Straßburg hier zwischen der LGV und der Altbaustrecke wechseln.                                                | 48° 58′ 7,7″ N, 6° 27′ 10,9″ O    |
| Vaires-Torcy–Vendenheim (LGV Est européenne)                                     | Lorraine TGV                           | 406                 | Vendenheim                              | 2016                    | | 48° 40′ 51,3″ N, 7° 42′ 54,5″ O   |
| Paris–Straßburg                                                                  | Xouaxange                              | 426,6               | Imling                                  | 1925/26                 | Der Haltepunkt Imling ist heute außer Betrieb. | 48° 42′ 11,9″ N, 7° 0′ 45,9″ O    |
| Strasbourg–Saint-Dié                                                             | Mutzig                                 | ca. 18              | Molsheim                                | 1930                    | | 48° 31′ 58,79″ N, 7° 28′ 49,39″ O |
| Paris–Mulhouse                                                                   | Illfurt                                | ca. 485,5           | Zillisheim                              | 1930                    | Das Überwerfungsbauwerk wurde entfernt, die Widerlager sind aber noch erhalten. Der Wechsel der Fahrordnung erfolgt heute höhengleich im Bahnhofskopf von Mulhouse-Ville. | 47° 40′ 55,7″ N, 7° 16′ 29,1″ O   |